# Nemesvámos
Nemesvámos är en ort i Ungern.   Den ligger i provinsen Veszprém, i den västra delen av landet, 100 km sydväst om huvudstaden Budapest. Nemesvámos ligger 320 meter över havet och antalet invånare är 2 508.
Terrängen runt Nemesvámos är platt åt nordväst, men åt sydost är den kuperad. Terrängen runt Nemesvámos sluttar österut. Runt Nemesvámos är det tätbefolkat, med 257 invånare per kvadratkilometer. Närmaste större samhälle är Veszprém, 5,1 km nordost om Nemesvámos. Trakten runt Nemesvámos består till största delen av jordbruksmark.